# Kool (plant)
De kool (Brassica oleracea) is een plantensoort uit de kruisbloemenfamilie met verschillende eetbare cultivars, zoals wittekool, savooikool, bloemkool, broccoli en spruitjes. De soort is nauw verwant aan andere koolsoorten 
als Brassica rapa, B. nigra, B. juncea, B. napus en B. carinata.
De kool komt van nature voor in de kuststreken met kalkbodems van Zuid- en West-Europa. De wilde kool is een hoge tweejarige plant die in het eerste jaar een stevige rozet vormt van grote, dikke en vlezige bladeren. In het tweede jaar produceert de plant een tot 2 meter hoge tros gele bloemen.
De groente werd naar alle waarschijnlijkheid voor het eerst gecultiveerd in Europa vóór het 1e millennium v.Chr. In de klassieke oudheid waren verschillende variëteiten van kool bekend, inclusief wittekool, boerenkool en voorlopers van bloemkool en broccoli. Andere cultivars werden sindsdien ontwikkeld door te selecteren voor grotere eindknoppen, zijknoppen, bladeren, stengels of bloemen, maar ook door onderling te kruisen. Kool is een populaire wintergroente en wordt wereldwijd gegeten.

## Wilde kool
Wilde kool komt in de natuur voor aan de kusten van Spanje tot Zuid-Engeland en op Helgoland. Wilde kool groeit op kalkrijke, vaak stenige grond. Het is een tweejarige plant die in het eerste jaar een bladrozet vormt met grijsgroene, vrij dikke, onbehaarde, liervormig veerdelige, gesteelde bladeren, die een gegolfde rand hebben. Deze bladeren hebben meer dan drie paar zijslippen. In het tweede jaar bloeit de plant van mei tot in september en vormt de plant een 90-150 cm lange, vertakte, niet-vlezige bloeistengel met gele bloemen van 3 à 4 cm, waarbij de bloemknoppen boven de open bloemen uitsteken. De bloeiwijze is een samengestelde tros. De kelkbladen staan evenals alle meeldraden rechtop. De stengelbladeren hebben een min of meer gave rand en zijn zittend of stengelomvattend. Op de stengel zitten veel bladlittekens met boven de bladlittekens geen grote bladknoppen, dit in tegenstelling tot spruitkool. De vrucht is een 5 à 10 cm lange, 3 à 5 mm brede hauw met een snavel die 5 à 8 mm lang is. De vruchten zijn niet tegen de bloeiwijze-as aangedrukt.

## Cultivatie

### Geschiedenis
Wetenschappers weten nog steeds niet zeker welke soort kool uiteindelijk in cultuur is genomen. Wel is bekend dat de kweek van de eerste koolplanten door mensen al zo'n 4800 jaar geleden heeft plaatsgevonden. Vermoed wordt dat de 'oerkool' waaruit de talrijke kweekvariëteiten zijn gekweekt, afkomstig is van de Middellandse Zeekust. Mogelijk speelde Turkije een belangrijke rol bij de domesticatie van kool. Daartegenover staat de opvatting dat de Kelten op de Britse eilanden voor het eerst kool in cultuur brachten. Bij deze laatste hypothese zou zeekool (Brassica maritima) de 'oerkool' zijn en al zo'n 5200 jaar geleden voor het eerst in cultuur zijn gebracht.
De algemene opvatting is dat de kool van oorsprong een plant van zilte kustgebieden is. De plant moet bestand zijn geweest tegen hoge concentraties zout en harde wind. Bovendien is het aannemelijk dat de plant op zeer slechte gronden heeft gegroeid. De leerachtige bladeren beschermden de plant tegen steenslag en felle zandstormen.
De verschillende koolsoorten zijn biologisch gezien één soort, Brassica oleracea, die echter door de mens in diverse richtingen is gekweekt, al naargelang het deel van de kool dat gegeten wordt:
- de bloemen en een deel van de bloemstelen bij bloemkool en broccoli;
- de bladeren bij Chinese kool, paksoi, rodekool en wittekool;
- de okselscheuten bij spruitkool.

Door het kweken zijn zeer verschillende vormen ontstaan. Broccoli verschilt van bloemkool doordat broccoli gedifferentieerde bloemknopjes heeft en bloemkool uit nog niet gedifferentieerde bloempjes (bloemprimordia) bestaat.

### Soorten kool
- bloemkool
- boerenkool
- boerenkoolspruitjes
- broccoli
- broccolini
- duizendkoppige kool
- kailan
- koolrabi
- mergkool
- palmkool
- romanesco
- sierkool
- sluitkool
  - rodekool
  - savooiekool
  - wittekool
  - spitskool
- spruitkool
- wilde kool

### Ziekten
Een van de belangrijkste ziekten bij kool is de slijmzwam knolvoet (Plasmodiophora brassicae). In Nederland kan alleen in bepaalde gebieden in Noord-Holland elk jaar op dezelfde grond kool geteeld worden zonder knolvoetproblemen. Dit is de zogenoemde koolstreek.
Kolen hebben te lijden onder verschillende koolrupsen, zoals het groot koolwitje, het klein koolwitje, de koolbladroller, de kooluil en de lijnvalkmot.

## Voeding
De cultivars van kool worden doorgaans als afzonderlijke groenten beschouwd. Het gaat om cultivars van dezelfde soort.
Kool wordt wereldwijd gegeten. De eerste koolsoorten werden geteeld in het Middellandse Zeegebied en Europa en zijn bijgevolg goed ingeburgerd in de keukens van die streken. Door handel, ontdekkingsreizen, kolonisatie en globalisering zijn koolgroenten ook opgenomen in andere keukens, met name in de Aziatische keuken.

### Bereidingswijzes
Kool kan op verschillende manieren bereid en gegeten worden. De meest eenvoudige opties zijn rauw eten, koken en stomen. In veel keukens worden koolvariëteiten gestoofd, gesauteerd, gewokt, gesmoord of ingelegd. Bloemkool en broccoli kunnen ook gegrild of gefrituurd worden. Van de meeste koolsoorten kan soep worden gemaakt.
Inleggen is een manier om groenten langer te bewaren. In de Centraal-Europese keuken maakt men zo van wittekool zuurkool; in de Koreaanse keuken is kool een populaire groente om kimchi van te maken.
Kolen met fijne bladeren zoals savooikool worden weleens rauw gebruikt in salades. Wanneer fijngeraspt spreekt men van coleslaw (van wittekool) of broccoli slaw (van broccoli). Verschillende koolsoorten, zoals bloemkool en koolrabi, worden ook als rauwkost gegeten.

### In België en Nederland
In België en Nederland worden koolsoorten al honderden jaren verbouwd en bereid. Traditioneel worden boerenkool, savooikool, rodekool, wittekool, bloemkool en spruitjes gekookt of gestoofd. Vooral bladkolen worden geassocieerd met 'grootmoeders keuken', hoewel boerenkool bijvoorbeeld sinds de jaren 2010 een revival meemaakt als een 'hippe groente'.
Broccoli en bloemkool behoren volgens cijfers van de Belgische federale overheid uit 2014 tot de top 10 populairste verse groenten. Bloemkool is volgens VLAM de populairste koolsoort in Vlaanderen. Bij Belgische kinderen behoren zuurkool en spruitjes dan weer tot de minst geliefde groentebereidingen.

### Gezondheid
In met name zuurkool zit veel vitamine C.
Kool is mogelijk anticarcinogeen, dat wil zeggen dat hij mogelijk bescherming biedt tegen kanker. Dit komt waarschijnlijk doordat kool veel glucosinolaten bevat. Bij de afbraak (hydrolyse) door het enzym myrosinase worden onder andere indolinen en isothiocyanaten gevormd, die kankervorming tegengaan.